# Championnats du monde juniors de patinage artistique 2011
Navigation
Édition précédente Édition suivante
Les Championnats du monde juniors de patinage artistique 2011 ont lieu du 28 février au 6 mars 2011 à l'Arena de Gangneung en Corée du Sud.

## Qualifications
Les patineurs sont éligibles à l'épreuve s'ils représentent une nation membre de l'Union internationale de patinage (International Skating Union en anglais) et s'ils ont atteint l'âge de 13 ans et pas encore 19 ans avant le 1er juillet 2010, sauf pour les messieurs qui participent au patinage en couple et à la danse sur glace où l'âge maximum est de 21 ans. Les fédérations nationales sélectionnent leurs patineurs en fonction de leurs propres critères, mais l'Union internationale de patinage exige un score minimum d'éléments techniques (Technical Elements Score en anglais) lors d'une compétition internationale avant les championnats du monde juniors.
Sur la base des résultats des championnats du monde juniors 2010, l'Union internationale de patinage autorise chaque pays à avoir de une à trois inscriptions par discipline.
| Nombre d'inscriptions                                             | Messieurs                     | Dames                   | Couples            | Danse sur glace              |
| ----------------------------------------------------------------- | ----------------------------- | ----------------------- | ------------------ | ---------------------------- |
| 3                                                                 | Japon Russie États-Unis       | Japon Russie États-Unis | Chine Japon Russie | Russie États-Unis            |
| 2                                                                 | Canada Chine Kazakhstan Suède | Canada Allemagne Suède  | Canada États-Unis  | Canada France Italie Ukraine |
| Si non répertorié ci-dessus, une seule inscription est autorisée. |                               |                         |                    |                              |

Certains patineurs ou couples ont dû concourir à des qualifications, tandis que d'autres ont reçu leur inscription directement pour le programme court. Si un pays a une inscription non directe, c'est le patineur ou le couple le moins bien classé au niveau mondial qui participe aux qualifications. Celles ci permettent uniquement de se qualifier pour les programmes courts ; les points obtenus lors des qualifications ne comptent pas pour le résultat final.

## Podiums
| Épreuves                            | Or                              | Argent                                  | Bronze                           |
| ----------------------------------- | ------------------------------- | --------------------------------------- | -------------------------------- |
| Messieurs résultats détaillés       | Andrei Rogozine                 | Keiji Tanaka                            | Alexander Majorov                |
| Dames résultats détaillés           | Adelina Sotnikova               | Elizaveta Tuktamysheva                  | Agnes Zawadzki                   |
| Couples résultats détaillés         | Sui Wenjing / Han Cong          | Ksenia Stolbova / Fedor Klimov          | Narumi Takahashi / Mervin Tran   |
| Danse sur glace résultats détaillés | Ksenia Monko / Kirill Khaliavin | Ekaterina Pushkash / Jonathan Guerreiro | Charlotte Lichtman / Dean Copely |

## Tableau des médailles
| Rang  | Nation     | Or | Argent | Bronze | Total |
| ----- | ---------- | -- | ------ | ------ | ----- |
| 1     | Russie     | 2  | 3      | 0      | 5     |
| 2     | Canada     | 1  | 0      | 0      | 1     |
| 2     | Chine      | 1  | 0      | 0      | 1     |
| 4     | Japon      | 0  | 1      | 1      | 2     |
| 5     | États-Unis | 0  | 0      | 2      | 2     |
| 6     | Suède      | 0  | 0      | 1      | 1     |
| Total | Total      | 4  | 4      | 4      | 12    |

## Détails des compétitions

### Messieurs
| Rang                                        | Nom                   | Nation         | Qualifications | Qualifications | Points | Programme court | Programme court | Programme libre | Programme libre |
| ------------------------------------------- | --------------------- | -------------- | -------------- | -------------- | ------ | --------------- | --------------- | --------------- | --------------- |
| 1                                           | Andrei Rogozine       | Canada         |                |                | 200.13 | 3               | 67.27           | 2               | 132.86          |
| 2                                           | Keiji Tanaka          | Japon          | 1              | 128.56         | 196.98 | 6               | 64.06           | 1               | 132.92          |
| 3                                           | Alexander Majorov     | Suède          |                |                | 195.71 | 4               | 67.12           | 3               | 128.59          |
| 4                                           | Keegan Messing        | États-Unis     |                |                | 195.07 | 1               | 72.58           | 7               | 122.49          |
| 5                                           | Max Aaron             | États-Unis     |                |                | 193.92 | 5               | 66.96           | 4               | 126.96          |
| 6                                           | Yan Han               | Chine          |                |                | 187.49 | 8               | 60.89           | 5               | 126.60          |
| 7                                           | Jason Brown           | États-Unis     |                |                | 185.44 | 7               | 62.64           | 6               | 122.80          |
| 8                                           | Artur Dmitriev Jr.    | Russie         | 3              | 110.86         | 181.19 | 2               | 68.91           | 11              | 112.28          |
| 9                                           | Gordei Gorshkov       | Russie         |                |                | 177.34 | 14              | 56.37           | 8               | 120.97          |
| 10                                          | Ryuichi Kihara        | Japon          | 2              | 123.07         | 175.72 | 12              | 58.75           | 9               | 116.97          |
| 11                                          | Zhan Bush             | Russie         |                |                | 174.92 | 10              | 59.58           | 10              | 115.34          |
| 12                                          | Abzal Rakimgaliev     | Kazakhstan     |                |                | 168.82 | 9               | 60.48           | 13              | 108.34          |
| 13                                          | Jorik Hendrickx       | Belgique       |                |                | 166.53 | 13              | 57.89           | 12              | 108.64          |
| 14                                          | Kento Nakamura        | Japon          |                |                | 158.13 | 15              | 55.33           | 14              | 102.80          |
| 15                                          | Stanislav Pertsov     | Ukraine        | 14             | 84.34          | 154.48 | 11              | 58.79           | 18              | 95.69           |
| 16                                          | Liu Jiaxing           | Chine          |                |                | 153.56 | 16              | 54.88           | 16              | 98.68           |
| 17                                          | Romain Ponsart        | France         |                |                | 150.00 | 19              | 50.92           | 15              | 99.08           |
| 18                                          | Viktor Romanenkov     | Estonie        | 6              | 98.39          | 144.87 | 21              | 49.63           | 19              | 95.24           |
| 19                                          | Petr Coufal           | Tchéquie       | 5              | 102.93         | 144.03 | 17              | 52.70           | 21              | 91.33           |
| 20                                          | Liam Firus            | Canada         | 4              | 108.25         | 143.26 | 24              | 46.90           | 17              | 96.36           |
| 21                                          | Denis Wieczorek       | Allemagne      |                |                | 142.01 | 22              | 48.75           | 20              | 93.26           |
| 22                                          | Bela Papp             | Finlande       | 8              | 97.60          | 138.63 | 20              | 49.77           | 22              | 88.86           |
| 23                                          | Vitali Luchanok       | Biélorussie    | 13             | 86.02          | 138.27 | 18              | 51.27           | 23              | 87.00           |
| 24                                          | Kamil Białas          | Pologne        |                |                | 133.44 | 23              | 46.93           | 24              | 86.51           |
| Patineurs éliminés après le programme court |                       |                |                |                |        |                 |                 |                 |                 |
| 25                                          | Tomi Pulkkinen        | Suisse         | 9              | 96.19          |        | 25              | 46.82           | NC              | NC              |
| 26                                          | Saverio Giacomelli    | Italie         | 10             | 95.76          |        | 26              | 46.65           | NC              | NC              |
| 27                                          | Ondrej Spiegl         | Suède          | 11             | 92.01          |        | 27              | 44.83           | NC              | NC              |
| 28                                          | Jordan Ju             | Taipei chinois | 12             | 87.85          |        | 28              | 43.95           | NC              | NC              |
| 29                                          | Francesc Palau        | Espagne        |                |                |        | 29              | 43.49           | NC              | NC              |
| 30                                          | Lee Dong-won          | Corée du Sud   | 7              | 97.99          |        | 30              | 42.25           | NC              | NC              |
| Patineurs éliminés après les qualifications |                       |                |                |                |        |                 |                 |                 |                 |
| 31                                          | Boyito Mulder         | Pays-Bas       | 15             | 80.43          |        | NC              | NC              | NC              | NC              |
| 32                                          | Harry Mattick         | Royaume-Uni    | 16             | 79.32          |        | NC              | NC              | NC              | NC              |
| 33                                          | Brendan Kerry         | Australie      | 17             | 76.62          |        | NC              | NC              | NC              | NC              |
| 34                                          | Vlad Ionescu          | Roumanie       | 18             | 75.71          |        | NC              | NC              | NC              | NC              |
| 35                                          | Manol Atanassov       | Bulgarie       | 19             | 72.14          |        | NC              | NC              | NC              | NC              |
| 36                                          | Harry Hau Yin Lee     | Hong Kong      | 20             | 69.67          |        | NC              | NC              | NC              | NC              |
| 37                                          | Slavik Hayrapetyan    | Arménie        | 21             | 68.49          |        | NC              | NC              | NC              | NC              |
| 38                                          | Saulius Ambrulevičius | Lituanie       | 22             | 64.32          |        | NC              | NC              | NC              | NC              |
| 39                                          | Ryan Yee              | Malaisie       | 23             | 59.57          |        | NC              | NC              | NC              | NC              |
| 40                                          | Engin Ali Artan       | Turquie        | 24             | 58.53          |        | NC              | NC              | NC              | NC              |
| 41                                          | Suchet Kongchim       | Thaïlande      | 25             | 53.34          |        | NC              | NC              | NC              | NC              |
| 42                                          | Armen Agaian          | Géorgie        | 26             | 51.40          |        | NC              | NC              | NC              | NC              |
| Forfait                                     | Girts Jekabsons       | Lettonie       | NC             | NC             |        | NC              | NC              | NC              | NC              |

### Dames
| Rang                                          | Nom                      | Pays             | Qualifications | Qualifications | Points | Programme court | Programme court | Programme libre | Programme libre |
| --------------------------------------------- | ------------------------ | ---------------- | -------------- | -------------- | ------ | --------------- | --------------- | --------------- | --------------- |
| 1                                             | Adelina Sotnikova        | Russie           |                |                | 174.96 | 1               | 59.51           | 1               | 115.45          |
| 2                                             | Elizaveta Tuktamysheva   | Russie           |                |                | 169.11 | 2               | 58.60           | 2               | 110.51          |
| 3                                             | Agnes Zawadzki           | États-Unis       |                |                | 161.07 | 5               | 53.17           | 3               | 107.90          |
| 4                                             | Christina Gao            | États-Unis       |                |                | 155.27 | 3               | 56.80           | 6               | 98.47           |
| 5                                             | Risa Shoji               | Japon            | 2              | 89.24          | 151.27 | 7               | 51.49           | 5               | 99.78           |
| 6                                             | Courtney Hicks           | États-Unis       |                |                | 150.92 | 10              | 49.98           | 4               | 100.94          |
| 7                                             | Polina Shelepen          | Russie           |                |                | 149.93 | 4               | 56.58           | 8               | 93.35           |
| 8                                             | Miyabi Oba               | Japon            | 1              | 91.84          | 148.62 | 6               | 51.82           | 7               | 96.80           |
| 9                                             | Li Zijun                 | Chine            | 3              | 89.10          | 139.81 | 8               | 51.00           | 10              | 88.81           |
| 10                                            | Ira Vannut               | Belgique         | 5              | 79.93          | 133.51 | 18              | 41.12           | 9               | 92.39           |
| 11                                            | Yrétha Silété            | France           |                |                | 128.60 | 9               | 50.24           | 11              | 78.36           |
| 12                                            | Yuki Nishino             | Japon            |                |                | 121.14 | 11              | 46.09           | 15              | 75.05           |
| 13                                            | Alice Garlisi            | Italie           | 9              | 75.73          | 119.61 | 14              | 43.67           | 14              | 75.94           |
| 14                                            | Romy Bühler              | Suisse           |                |                | 119.22 | 16              | 41.40           | 12              | 77.82           |
| 15                                            | Gerli Liinamäe           | Estonie          |                |                | 117.86 | 12              | 44.34           | 16              | 73.52           |
| 16                                            | Juulia Turkkila          | Finlande         |                |                | 115.78 | 21              | 39.54           | 13              | 76.24           |
| 17                                            | Victoria Hübler          | Autriche         | 11             | 69.65          | 111.91 | 20              | 39.69           | 17              | 72.22           |
| 18                                            | Monika Simančíková       | Slovaquie        | 7              | 76.81          | 109.53 | 19              | 39.71           | 19              | 69.82           |
| 19                                            | Isabel Drescher          | Allemagne        |                |                | 109.48 | 22              | 38.62           | 18              | 70.86           |
| 20                                            | Patricia Gleščič         | Slovénie         | 10             | 72.77          | 107.16 | 17              | 41.39           | 22              | 65.77           |
| 21                                            | Brooklee Han             | Australie        | 12             | 68.49          | 106.98 | 23              | 38.28           | 20              | 68.70           |
| 22                                            | Nicole Schott            | Allemagne        |                |                | 106.54 | 15              | 41.41           | 23              | 65.13           |
| 23                                            | Lee Ho-jung              | Corée du Sud     | 4              | 81.27          | 105.92 | 24              | 38.12           | 21              | 67.80           |
| 24                                            | Isabelle Olsson          | Suède            |                |                | 104.54 | 13              | 43.69           | 24              | 60.85           |
| Patineuses éliminées après le programme court |                          |                  |                |                |        |                 |                 |                 |                 |
| 25                                            | Alexandra Najarro        | Canada           |                |                |        | 25              | 37.04           | NC              | NC              |
| 26                                            | Sıla Saygı               | Turquie          |                |                |        | 26              | 36.77           | NC              | NC              |
| 27                                            | Alexandra Kamieniecki    | Pologne          | 6              | 78.19          |        | 27              | 36.71           | NC              | NC              |
| 28                                            | Alina Fjodorova          | Lettonie         | 8              | 75.82          |        | 28              | 35.99           | NC              | NC              |
| 29                                            | Anita Madsen             | Danemark         |                |                |        | 29              | 35.59           | NC              | NC              |
| 30                                            | Rebecka Emanuelsson      | Suède            |                |                |        | 30              | 28.47           | NC              | NC              |
| Patineuses éliminées après les qualifications |                          |                  |                |                |        |                 |                 |                 |                 |
| 31                                            | Katie Powell             | Royaume-Uni      | 13             | 65.54          |        | NC              | NC              | NC              | NC              |
| 32                                            | Rimgaile Meskaite        | Lituanie         | 14             | 64.65          |        | NC              | NC              | NC              | NC              |
| 33                                            | Anne Line Gjersem        | Norvège          | 15             | 62.70          |        | NC              | NC              | NC              | NC              |
| 34                                            | Alina Milevska           | Ukraine          | 16             | 62.36          |        | NC              | NC              | NC              | NC              |
| 35                                            | Vanessa Grenier          | Canada           | 17             | 61.76          |        | NC              | NC              | NC              | NC              |
| 36                                            | Zhaira Costiniano        | Philippines      | 18             | 61.32          |        | NC              | NC              | NC              | NC              |
| 37                                            | Chelsea Rose Chiappa     | Hongrie          | 19             | 57.56          |        | NC              | NC              | NC              | NC              |
| 38                                            | Joyce den Hollander      | Pays-Bas         | 20             | 57.55          |        | NC              | NC              | NC              | NC              |
| 39                                            | Marta Grigoryan          | Arménie          | 21             | 56.95          |        | NC              | NC              | NC              | NC              |
| 40                                            | Mimi Tanasorn Chindasook | Thaïlande        | 22             | 55.78          |        | NC              | NC              | NC              | NC              |
| 41                                            | Madelaine Parker         | Nouvelle-Zélande | 23             | 55.50          |        | NC              | NC              | NC              | NC              |
| 42                                            | Reyna Hamui              | Mexique          | 24             | 55.09          |        | NC              | NC              | NC              | NC              |
| 43                                            | Celia Robledo            | Espagne          | 25             | 53.42          |        | NC              | NC              | NC              | NC              |
| 44                                            | Margot Krisberg          | Israël           | 26             | 51.71          |        | NC              | NC              | NC              | NC              |
| 45                                            | Nastassia Hrybko         | Biélorussie      | 27             | 51.45          |        | NC              | NC              | NC              | NC              |
| 46                                            | Daniela Stoeva           | Bulgarie         | 28             | 48.27          |        | NC              | NC              | NC              | NC              |
| 47                                            | Brittany Lau             | Singapour        | 29             | 47.39          |        | NC              | NC              | NC              | NC              |
| 48                                            | Nadia Geldenhuys         | Afrique du Sud   | 30             | 45.67          |        | NC              | NC              | NC              | NC              |
| 49                                            | Kristina Prilepko        | Kazakhstan       | 31             | 45.27          |        | NC              | NC              | NC              | NC              |
| 50                                            | Sumika Yamada            | Hong Kong        | 32             | 43.76          |        | NC              | NC              | NC              | NC              |
| 51                                            | Sandra Ristivojevic      | Serbie           | 33             | 42.89          |        | NC              | NC              | NC              | NC              |
| 52                                            | Jiajen Hsieh             | Taipei chinois   | 34             | 36.75          |        | NC              | NC              | NC              | NC              |
| 53                                            | Maral-Erdene Gansukh     | Mongolie         | 35             | 31.93          |        | NC              | NC              | NC              | NC              |
| 54                                            | Siau Chian Ching         | Malaisie         | 36             | 29.42          |        | NC              | NC              | NC              | NC              |

### Couples
| 1                                         | Sui Wenjing / Han Cong                  | Chine       | 167.01 | 1  | 59.16 | 1  | 107.85 |
| 2                                         | Ksenia Stolbova / Fedor Klimov          | Russie      | 159.60 | 3  | 54.21 | 2  | 105.39 |
| 3                                         | Narumi Takahashi / Mervin Tran          | Japon       | 154.52 | 2  | 57.85 | 3  | 96.67  |
| 4                                         | Ashley Cain / Joshua Reagan             | États-Unis  | 135.40 | 8  | 43.74 | 4  | 91.66  |
| 5                                         | Natasha Purich / Raymond Schultz        | Canada      | 129.97 | 4  | 47.33 | 6  | 82.64  |
| 6                                         | Brittany Jones / Kurtis Gaskell         | Canada      | 129.28 | 7  | 44.64 | 5  | 84.64  |
| 7                                         | Kristina Astakhova / Nikita Bochkov     | Russie      | 118.75 | 5  | 46.67 | 11 | 72.08  |
| 8                                         | Klára Kadlecová / Petr Bidař            | Tchéquie    | 117.24 | 9  | 42.90 | 9  | 74.34  |
| 9                                         | Cassie Andrews / Timothy Leduc          | États-Unis  | 117.11 | 11 | 40.16 | 7  | 76.95  |
| 10                                        | Carolina Gillespie / Luca Demattè       | Italie      | 116.44 | 12 | 39.93 | 8  | 76.51  |
| 11                                        | Alexandra Vasilieva / Yuri Shevchuk     | Russie      | 114.98 | 6  | 45.83 | 12 | 69.15  |
| 12                                        | Anaïs Morand / Timothy Leemann          | Suisse      | 113.30 | 10 | 40.74 | 10 | 72.56  |
| 13                                        | Anna Khnychenkova / Mark Magyar         | Hongrie     | 106.99 | 13 | 38.35 | 13 | 68.64  |
| 14                                        | Magdalena Klatka / Radosław Chruściński | Pologne     | 103.13 | 15 | 37.03 | 14 | 66.10  |
| 15                                        | Julia Lavrentieva / Yuri Rudik          | Ukraine     | 102.29 | 14 | 37.21 | 15 | 65.08  |
| 16                                        | Stina Martini / Severin Kiefer          | Autriche    | 96.53  | 16 | 35.78 | 16 | 60.75  |
| Couples éliminés après le programme court |                                         |             |        |    |       |    |        |
| 17                                        | Rachel Epstein / Dmitry Epstein         | Pays-Bas    |        | 17 | 35.53 | NC | NC     |
| 18                                        | Maria Paliakova / Mikhail Fomichev      | Biélorussie |        | 18 | 34.14 | NC | NC     |
| 19                                        | Catherine Clement / James Hunt          | Royaume-Uni |        | 19 | 25.15 | NC | NC     |

### Danse sur glace
| Rang                                               | Nom                                     | Pays             | Qualifications | Qualifications | Points | Danse courte | Danse courte | Danse libre | Danse libre |
| -------------------------------------------------- | --------------------------------------- | ---------------- | -------------- | -------------- | ------ | ------------ | ------------ | ----------- | ----------- |
| 1                                                  | Ksenia Monko / Kirill Khaliavin         | Russie           |                |                | 144.16 | 1            | 60.62        | 1           | 83.54       |
| 2                                                  | Ekaterina Pushkash / Jonathan Guerreiro | Russie           |                |                | 134.64 | 2            | 55.76        | 3           | 78.88       |
| 3                                                  | Charlotte Lichtman / Dean Copely        | États-Unis       |                |                | 133.36 | 3            | 55.28        | 4           | 78.08       |
| 4                                                  | Tiffany Zahorski / Alexis Miart         | France           |                |                | 128.16 | 9            | 48.96        | 2           | 79.20       |
| 5                                                  | Nikola Višňová / Lukáš Csolley          | Slovaquie        | 2              | 66.67          | 126.07 | 4            | 52.00        | 6           | 74.07       |
| 6                                                  | Evgenia Kosigina / Nikolai Moroshkin    | Russie           |                |                | 125.43 | 6            | 50.88        | 5           | 74.55       |
| 7                                                  | Anastasia Cannuscio / Colin McManus     | États-Unis       |                |                | 122.90 | 5            | 50.94        | 8           | 71.96       |
| 8                                                  | Nicole Orford / Thomas Williams         | Canada           |                |                | 122.22 | 8            | 49.81        | 7           | 72.41       |
| 9                                                  | Sara Hurtado / Adrià Díaz               | Espagne          | 3              | 64.42          | 120.41 | 10           | 48.84        | 10          | 71.57       |
| 10                                                 | Irina Shtork / Taavi Rand               | Estonie          | 4              | 62.55          | 117.50 | 7            | 50.09        | 12          | 67.41       |
| 11                                                 | Lauri Bonacorsi / Travis Mager          | États-Unis       |                |                | 117.26 | 11           | 48.63        | 11          | 68.63       |
| 12                                                 | Gabriella Papadakis / Guillaume Cizeron | France           | 1              | 74.27          | 115.56 | 15           | 43.97        | 9           | 71.59       |
| 13                                                 | Anastasia Galyeta / Alexei Shumski      | Ukraine          |                |                | 112.11 | 12           | 48.45        | 14          | 63.66       |
| 14                                                 | Ramona Elsener / Florian Roost          | Suisse           | 8              | 57.34          | 110.39 | 13           | 47.20        | 15          | 63.19       |
| 15                                                 | Kelly Oliveira / Jordan Hockley         | Canada           |                |                | 109.66 | 14           | 45.14        | 13          | 64.52       |
| 16                                                 | Dominique Dieck / Michael Zenkner       | Allemagne        |                |                | 102.68 | 16           | 42.35        | 17          | 60.33       |
| 17                                                 | Karina Uzurova / Ilias Ali              | Kazakhstan       | 7              | 58.41          | 101.98 | 17           | 41.70        | 18          | 60.28       |
| 18                                                 | Charlotte Aiken / Josh Whidborne        | Royaume-Uni      |                |                | 101.42 | 18           | 40.96        | 16          | 60.46       |
| 19                                                 | Maria Nosulia / Evgen Kholoniuk         | Ukraine          | 5              | 59.23          | 96.35  | 19           | 39.36        | 19          | 56.99       |
| 20                                                 | Sofia Sforza / Francesco Fioretti       | Italie           |                |                | 89.36  | 20           | 38.73        | 20          | 50.63       |
| Couples de danse éliminés après la danse courte    |                                         |                  |                |                |        |              |              |             |             |
| 21                                                 | Zhang Yiyi / Wu Nan                     | Chine            | 6              | 58.93          |        | 21           | 38.06        | NC          | NC          |
| 22                                                 | Baily Carroll / Peter Gerber            | Pologne          | 10             | 53.37          |        | 22           | 37.21        | NC          | NC          |
| 23                                                 | Viktoria Kavaleva / Yurii Bieliaiev     | Biélorussie      | 9              | 54.02          |        | 23           | 36.68        | NC          | NC          |
| 24                                                 | Kristina Tremasova / Dimitar Lichev     | Bulgarie         | 11             | 52.13          |        | 24           | 32.56        | NC          | NC          |
| Forfait                                            | Karolína Procházková / Michal Češka     | Tchéquie         |                |                |        |              |              | NC          | NC          |
| Couples de danse éliminés après les qualifications |                                         |                  |                |                |        |              |              |             |             |
| 26                                                 | Olesia Karmi / Max Lindholm             | Finlande         | 12             | 51.91          |        | NC           | NC           | NC          | NC          |
| 27                                                 | Teressa Vellrath / Aleksandr Pirogov    | Lituanie         | 13             | 50.50          |        | NC           | NC           | NC          | NC          |
| 28                                                 | Misato Komatsubara / Kokoro Mizutani    | Japon            | 14             | 48.87          |        | NC           | NC           | NC          | NC          |
| 29                                                 | Ekaterina Bugrov / Vasili Rogov         | Israël           | 15             | 48.75          |        | NC           | NC           | NC          | NC          |
| 30                                                 | Cagla Demirsal / Berk Akalin            | Turquie          | 16             | 48.42          |        | NC           | NC           | NC          | NC          |
| 31                                                 | Ksenia Pecherkina / Aleksander Jakushin | Lettonie         | 17             | 48.28          |        | NC           | NC           | NC          | NC          |
| 32                                                 | Kimberley Hew-Low / Cameron Hemmert     | Australie        | 18             | 36.48          |        | NC           | NC           | NC          | NC          |
| 33                                                 | Ayesha Yigit / Shane Speden             | Nouvelle-Zélande | 19             | 36.25          |        | NC           | NC           | NC          | NC          |